# Courchamp
Courchamp ist eine französische Gemeinde im Département Seine-et-Marne in der Île-de-France. Sie gehört zum Kanton Provins im Arrondissement Provins. Die Bewohner nennen sich Courchampois.

## Geographie
Sie grenzt im Norden an Champcenest, im Osten an Rupéreux, im Südosten an Voulton und im Süden und im Westen an Saint-Hilliers.

## Geschichte
In Courchamp wurde ein Grammontenserpriorat mit dem Namen „Aulnoy“ und der grammontensischen Bezeichnung „Alneto“ wahrscheinlich im Jahr 1152 etabliert.

### Bevölkerungsentwicklung
| Jahr      | 1962 | 1968 | 1975 | 1982 | 1990 | 1999 | 2008 | 2013 |
| --------- | ---- | ---- | ---- | ---- | ---- | ---- | ---- | ---- |
| Einwohner | 129  | 100  | 88   | 79   | 108  | 163  | 151  | 153  |

## Sehenswürdigkeiten

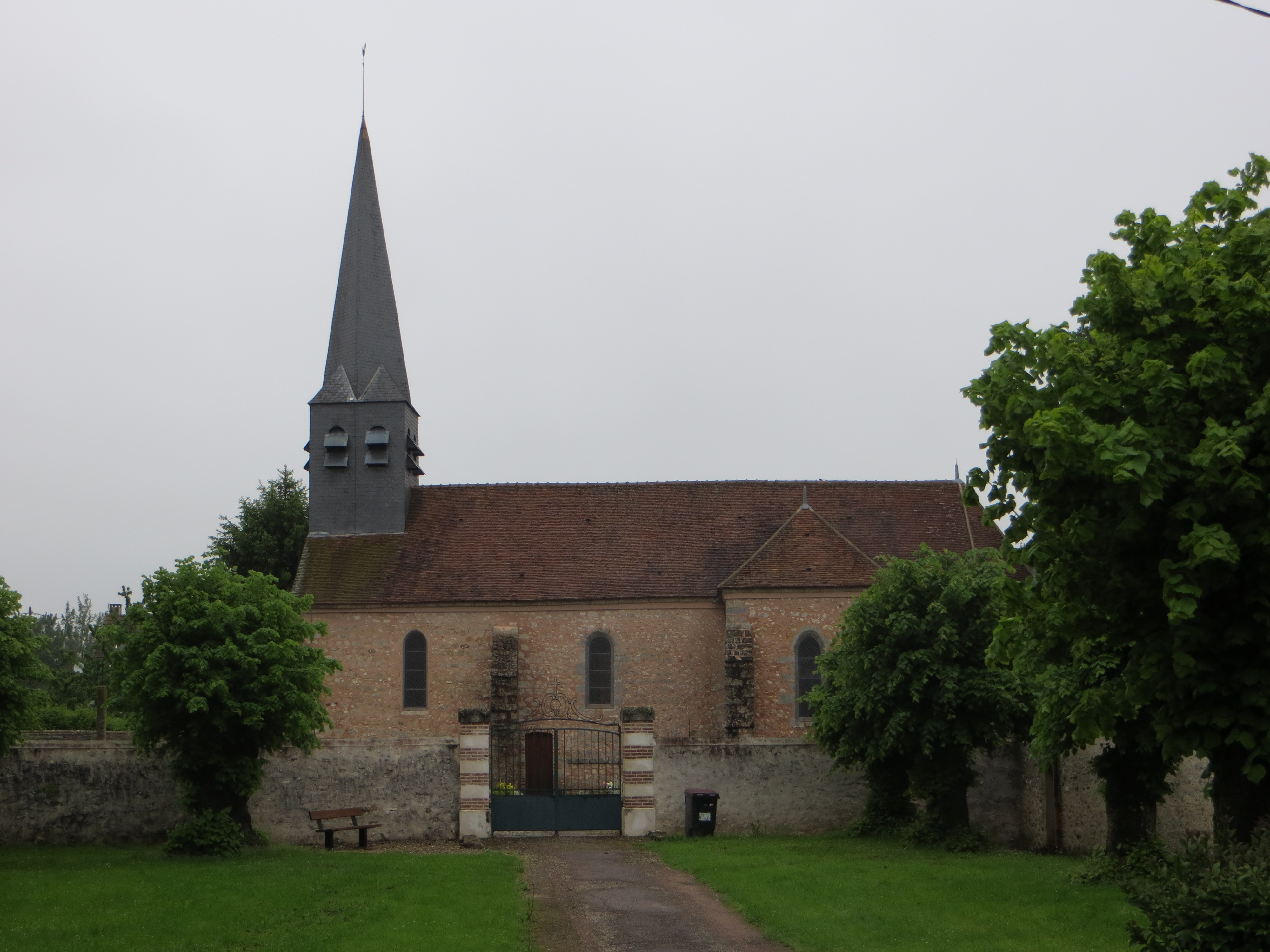
Kirche Saint-Martin

- Kirche Saint-Martin